# Ride the Pink Horse
Ride the Pink Horse (bra: Do Lodo Brotou uma Flor; prt: Do Lodo Nasceu uma Flor) é um filme norte-americano de 1947, dos gêneros drama e suspense, dirigido por Robert Montgomery, com roteiro de Ben Hecht e Charles Lederer baseado no romance Ride the Pink Horse, de Dorothy B. Hughes.

## Sinopse
Lucky Gagin chega à pequena San Pablo, Novo México, onde pretende chantagear o gângster Frank Hugo, que matou um amigo seu (Hugo também está na mira de Bill Retz, um agente do FBI). A cidade está realizando sua tradicional fiesta anual e Lucky fica conhecendo Pancho, um alegre operador de carrossel, e a misteriosa Pila, que tem premonições sobre sua morte.

## Prêmios e indicações
| Patrocinador | Prêmio                  | Categoria    | Situação |
| ------------ | ----------------------- | ------------ | -------- |
| Oscar 1948   | Melhor ator coadjuvante | Thomas Gomez | Indicado |

## Elenco

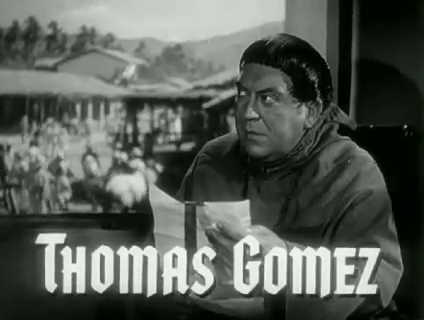
Thomas Gomez em cena de Captain from Castile, 1947. Nova-iorquino nascido em 1905. iniciou sua carreira no teatro, em 1924, e estreou no cinema somente em 1942. Interpretou muitos tipos marcantes, como astutos vilões. Morreu em 1971, num acidente rodoviário.

| Ator/Atriz        | Personagem       |
| ----------------- | ---------------- |
| Robert Montgomery | Lucky Gagin      |
| Wanda Hendrix     | Pila             |
| Andrea King       | Marjorie Lundeen |
| Thomas Gomez      | Pancho           |
| Fred Clark        | Frank Hugo       |
| Art Smith         | Bill Retz        |
| Rita Conde        | Carla            |
| Grandon Rhodes    | Edson            |
| Iris Flores       | Maria            |
| Tito Renaldo      | Mensageiro       |
| Richard Gaines    | Jonathan         |
| Marton Garralaga  | taberneiro       |
| Edward Earle      | Locke            |
| Harold Goodwin    | Red              |
| Maria Cortez      | ascensorista     |

## Produção
Wanda Hendrix oferece uma de suas poucas grandes atuações, mas quem mereceu uma indicação ao Oscar foi o novaiorquino de ascendência espanhola Thomas Gomez, que interpreta o festeiro amigo do protagonista.
Ride the Pink Horse foi adaptado para a televisão em 1964, com o título de The Hanged Man, sob a direção de Don Siegel.